# Talzin anya
Talzin egy dathomiri fajba tartozó nő volt a Star Wars univerzumában, aki a Galaktikus Köztársaság utolsó évtizedeiben élt, és akinek komoly befolyása volt a Klónok háborújának eseményeire.

## Éjnővérek
Szülőbolygóján, a Dathomiron, Talzin volt a sámánja és a matriarchája az Éjnővéreknek – egy Erő-érzékeny boszorkányok alkotta testvériségnek, akik mágiájukkal képesek voltak uralmuk alá hajtani a világot maguk körül, beleértve a dathomiri férfiakat, az Éjfivéreket.

## Darth Maul
Talzin tudása és hatalma elég nagy volt ahhoz, hogy felkeltse a Sith nagyúr Darth Sidious figyelmét, aki a Dathomirra utazott, azt állítva, hogy tanítványává akarja tenni Talzint, és meg akarja osztani vele a tudását. Azonban e helyett a Sith elrabolta Talzin fiát, Mault, és magával vitte. Évekkel később Maul megsebesült a Naboo-i csata során, és belehalt volna a sebeibe, azonban az Erő sötét oldalában való jártasságának köszönhetően képes volt arra, hogy életben maradjon.

## Bosszú
Habár Talzin tudott fia megmeneküléséről, nem tudta megmenteni őt, ezért a Dathomiron maradt, hogy kitervelhesse, hogyan állhat bosszút Sidiouson és a Sitheken, és hódíthatja meg a Galaxist. Amikor tíz évvel később a konfliktus a Köztársaság és a Független Rendszerek Konföderációja között a Klónháborúk kirobbanásához vezetett, Talzin széles körű ismeretségre tett szert, felajánlva az Éjnővérek képességeit, akik kitűnő bérgyilkosoknak és zsoldosoknak bizonyultak. A Klónok háborúja tetőpontján Talzin célba vette Dooku grófot, a Konföderáció vezetőjét, Sidious nagyúr legújabb tanítványát. Asajj Ventress, aki egykor maga is Éjnővér volt, mielőtt Dooku Sith tanítványa lett, bosszút esküdött mestere ellen, aki elárulta őt. 
Amikor visszatért a Dathomirra, Talzin védelmet és segítséget ajánlott neki. Habár első próbálkozásaik sikertelenek voltak, Talzin hamarosan egy új tervet dolgozott ki: úgy döntött, hogy egy új tanítványt mutat be Dookunak, Savage Opresst. Savage Talzin egy másik gyermeke volt, Maul fivére. Anyja mágiája hatására megingathatatlanul hűséges lett az Éjnővérekhez, azonban ezt titokban tartotta a Sithek előtt. Végül Ventress és Opress közös erővel sem tudott végezni a gróffal, és ismét a Dathomirral menekültek. Talzin elküldte Savage-et, hogy keresse meg Mault, aki valahol a Peremvidéken tengette napjait, Ventresst pedig visszafogadta az Éjnővérek közé. Nem sokkal ezután a Dathomirt megtámadták Dooku droid seregei, majd az odaérkező Grievous tábornok csaknem az összes Éjnővért lemészárolta Ventress és Talzin kivételével.

## Szellemvilág
A legyengült Éjnővér a szellemvilágba menekült. A csata után nem sokkal Opress visszatért a bolygóra a megőrült és megnyomorodott Maullal. Megmaradt mágiájával Talzin újra alkotta Mault, és helyreállította megbomlott elméjét. E tette legyengítette Talzint, így ismét szellem-létbe kényszerült, azonban Maul megesküdött, hogy beteljesíti anyja bosszúját, és végez Dookuval és Sidioussal. Maul és Opress létrehozták az Árnyék Kollektívát, azonban amikor Darth Sidious személyesen kutatta fel őket, nem volt esélyük a Sith nagyúrral szemben. Sidious megölte Savage-et, és fogságba vetette Mault. Talzin ezek után nyers energiát merített az Erőből, Bardotta Dagoyan mestereinek erejét használva. A bardottaiak Frangawl kultusza Hatalmas Anyaként ünnepelte őt – csaknem az összes Dagoyan mester erejét felemésztette, azonban visszatérését meggátolta Mace Windu Jedi mester és Jar Jar Binks képviselő, amikor megaka-dályozták, hogy feleméssze Juliát, Bardotta királynőjét a Zardossa Stix holdján.

## Halál
Talzin ismét elvesztette testi valóját, azonban hamarosan újabb esély kínálkozott számára, amikor Maul kiszabadult Sidious fogságából, és kitervelte Dooku foglyul ejtését és megölését, hogy előcsalogassák Sidioust. Maul sikeresen elfogta Dookut és anyja hatalmának szívébe vitte őt, Dathomirra, ahol Talzin megszállta a gróf testét, csaknem végezve vele. Dooku kínzása elég erőt adott az Éjnővérnek ahhoz, hogy újra testet öltsön, azonban a rituálét ismét félbeszakították, ezúttal Grievous és Darth Sidious, akik egyszer és mindenkorra le akartak számolni vele. Habár teljes valójában tért vissza, Talzin képtelen volt legyőzni a két Sithet és a tábornokot. Erejével még sikerült kirepítenie Mault a templomból, mielőtt még Grievous levágta őt. Halálával Dathomir elesett, és Éjnővérei végleg eltűntek.